# Рейс 3407 Colgan Air
Катастрофа DHC-8 під Буффало — велика авіаційна катастрофа, що сталася 12 лютого 2009 року. Пасажирський авіалайнер De Havilland Canada DHC-8-402 Q400 американської авіакомпанії Colgan Air виконував щоденний регулярний рейс CJC3407 за маршрутом Ньюарк — Баффало (у рамках партнерської угоди з авіакомпанією Continental Airlines і під торговою маркою Continental Connection), але під час заходу на посадку в міжнародному аеропорті Буффало-Ніагара літак перекинувся і рухнув на житловий будинок у Кларенсі (передмістя Буффало). У катастрофі загинули 50 людей — усі 49 осіб у літаку (45 пасажирів та 4 члени екіпажу) та 1 на землі, ще 4 на землі отримали поранення.

## Літак
De Havilland Canada DHC-8-402 Q400 (реєстраційний номер N200WQ, серійний 4200) був випущений у 2008 році (перший політ здійснив 15 лютого). 16 квітня того ж року літак було передано авіакомпанії Colgan Air. Оснащений двома турбогвинтовими двигунами Pratt & Whitney Canada PW150A. На день катастрофи здійснив 1809 циклів «зліт-посадка» та налітав 1819 годин.

## Екіпаж
Капітан Marvin Renslow, 47 років, і другий пілот Rebecca Lynne Shaw, 24 роки. Також на борту були дві стюардеси: Matilda Quintero та Donna Prisco.
Командир налітав 3379 годин, з них 111 годин як командир Q400. Другий пілот налітала 2244 години, з них 774 на турбогвинтових літаках, включаючи Q400.

## Хронологія подій
Рейс CJC3407 вилетів із Ньюарку о 21:18 EST і взяв курс на Баффало. Його виконував De Havilland Canada DHC-8-402 Q400 борт N200WQ, на його борту перебували 4 члени екіпажу та 45 пасажирів.
Отримавши дозвіл для заходу на посадку, екіпаж випустив шасі та закрилки на 5°. Швидкість було зменшено до 145 вузлів (269 км/год).
Командир дав команду на випуск закрилків до 15°. Швидкість зменшилася до 135 вузлів (250 км/год).
Через 6 секунд активізувався механізм трясіння штурвала, що попереджає про наближення звалювання. Швидкість впала до 131 вузла (243 км/год).
Капітан відреагував на сигнал тим, що різко потягнув штурвал на себе і збільшив тягу до 75 %, замість того, щоб віддати штурвал від себе і збільшити тягу до максимальної. Активувався штовхач штурвала, який віддає штурвал від себе для зменшення кута атаки, але командир пересилив штовхач і продовжував тягнути штурвал на себе.
Другий пілот прибрала закрилки без дозволу капітана, чим зробила вихід зі звалювання ще важчим.
У ці останні моменти літак збільшив тангаж до 31°, потім опустив ніс до — 25°, виник крен вліво до 45°, який різко перейшов у протилежний до 105°. Люди на борту відчули перевантаження, яке оцінювалося майже у 2 g. Екіпаж не оголошував аварійну ситуацію, оскільки вони швидко втрачали висоту.
О 22:16:53 рейс CJC3407 впав на житловий будинок у Кларенсі (передмісті Баффало) за 10 кілометрів від аеропорту Буффало-Ніагара і повністю зруйнувався. Загинули 50 людей: усі 49 осіб на борту літака та 1 людина на землі. Крім того, на землі постраждали ще 4 особи; 2 з них знаходилися безпосередньо в будинку, на який звалився літак. Односімейний житловий будинок був повністю зруйнований, а через пожежу мешканців 12 прилеглих будинків було евакуйовано.
За даними служби КПР Баффало, пілоти не повідомляли про будь-які проблеми. Після того, як авіадиспетчер підходу передав рейс 3407 диспетчеру аеропорту, останній вже не зміг зв'язатися з ним. Під час посадки йшов невеликий сніг із дощем, було туманно, швидкість вітру становила 7—8 м/с.

## Пам'ять
- Хокейний матч чемпіонату НХЛ сезону 2008/2009 між «Buffalo Sabres» та «San Jose Sharks» розпочався з хвилини мовчання на згадку про загиблих в авіакатастрофі.

## Розслідування
13 лютого 2009 року на місце катастрофи вирушили слідчі Національної ради безпеки на транспорті (NTSB).

## Культурні аспекти
- Катастрофа рейсу 3407 показана в 10-му сезоні канадського документального телесеріалу Розслідування авіакатастроф у серії Смертельно втомлені.
- Також вона показана в американському документальному телесеріалі від «MSNBC» Чому розбиваються літаки (англ. Why Planes Crash) у серії Людська помилка (англ. Human Error). При цьому її вказано, як рейс Continental Connection-3407.
- Авіакатастрофа та її розслідування продемонстровані в 3-й серії 2-го сезону американського документального серіалу Авіакатастрофи: Абсолютно секретно (англ. Aircrash: Confidentia) від каналу «Discovery Channel» під назвою Втомлений льотчик (англ. Pilot Fatigue).